# Olympische Sommerspiele 1904/Roque
Bei den III. Olympischen Spielen 1904 in St. Louis fand einmalig ein Wettbewerb in der Sportart Roque statt, einer Variante des Krocket. Es nahmen nur vier Spieler aus den USA teil. Der Wettbewerb gilt dennoch als olympisch und nicht als nationale Meisterschaft, da Ausländer teilnahmeberechtigt gewesen wären. Die Spiele fanden auf dem Innenfeld des Stadions Francis Field statt, jeder spielte zweimal gegen jeden.

## Klassement
| Platz | Land | Spieler          | Siege |
| ----- | ---- | ---------------- | ----- |
| 1     | USA  | Charles Jacobus  | 5:1   |
| 2     | USA  | Smith Streeter   | 4:2   |
| 3     | USA  | Charles Brown    | 2:4   |
| 4     | USA  | William Chalfant | 1:5   |

Datum: 3. bis 8. August 1904

## Ergebnisse
| 3. August | Streeter | 32:7  | Chalfant |
| 4. August | Jacobus  | 32:23 | Chalfant |
| 5. August | Jacobus  | 32:9  | Chalfant |
| 5. August | Jacobus  | 32:18 | Streeter |
| 5. August | Streeter | 32:18 | Brown    |
| 6. August | Jacobus  | 32:14 | Brown    |
| 6. August | Streeter | 32:27 | Jacobus  |
| 6. August | Brown    | 32:9  | Chalfant |
| 8. August | Jacobus  | 32:9  | Chalfant |
| 8. August | Streeter | 32:26 | Chalfant |
| 8. August | Brown    | 32:10 | Streeter |
| 8. August | Chalfant | 32:9  | Brown    |